# Hypopachus
Hypopachus es un género de ranas de la familia Microhylidae que se encuentran desde Texas y Sonora hasta Costa Rica. 

## Especies
Se reconocen las 4 especies siguientes según ASW:
- Hypopachus barberi Schmidt, 1939
- Hypopachus pictiventris (Cope, 1886)
- Hypopachus ustus (Cope, 1866)
- Hypopachus variolosus (Cope, 1866)